# Decimus Pacarius
Decimus Pacarius - prokurator Korsyki w roku 69. Zamierzał wysłać pomoc walczącemu o władzę cesarzowi Witeliuszowi, ale został zamordowany przez mieszkańców wyspy. Informacje o nim podał Tacyt (Historiae, II 16). 